# Rique Pantoja
Rique Pantoja (Rio de Janeiro, Predefinição:1955) é um músico brasileiro. É arranjador, pianista e compositor, e foi um dos criadores do grupo Cama de Gato. Reside há anos em Los Angeles, aonde é bastante requisitado não apenas na indústria da música mas também no cinema e na publicidade.

## Trajetória artística
Foi parceiro de Chico Buarque, Gilberto Gil e do guitarrista mexicano Carlos Santana, já se apresentou com as bandas de Chick Corea e Frank Gambale.
Ao longo de sua carreira também participou de projetos com Ernie Watts, Lee Ritenour, Ricky Martin, Sadao Watanabe, Yasuko Agawa, Milton Nascimento, Ivan Lins, Djavan, Gal Costa, João Bosco, Caetano Veloso, Christopher Parkening, Kirk Whalum, George Kim, Helen Baylor, Brenda Russel, Ricky Lawson, Marisela, Alvaro Torres, Luis Conte, Abraham Laboriel, Justo Almario, Frank Gambale, Richie Garcia, Will Kennedy, Russ Miller, Dave Weckl, Steps Ahead, Helio Delmiro, Gonzaguinha, Paulinho da Viola, Tim Maia, Martinho da Vila, Beth Carvalho, Alcione e Paralamas do Sucesso.
Em 1980, quando integrava o The Boto Brasilian Quartet, Pantoja gravou com o lendário Chet Baker, em Paris, o álbum Chet Baker & The Boto Brasilian Quartet (Chet Baker no trompete, Richard Galiano nos teclados, Rique Pantoja no piano, Michel Peratout no baixo e Jose Boto na bateria).
Durante as apresentações de Chet Baker no Free Jazz Festival de 1985, no Brasil, Rique (então integrante Cama de Gato) deu início ao projeto do LP Rique Pantoja & Chet Baker (WEA, Musiquim), que ficaria conhecido como Cinema 1 (título da primeira faixa do álbum). Cinema 1 foi gravado em várias sessões, durante os anos de 1984, 1985 e 1987, nas cidades de Roma, Rio de Janeiro e, por fim, em São Paulo. O trabalho foi aclamado pela crítica, que chegou a considerá-lo um dos dez melhores discos do ano de 1987. Os músicos que participaram do álbum fora Chet Baker no trompete e vocal, Rique Pantoja nos teclados, sintetizadores e vocal, Michele Ascolese na guitarra, Mauro Senise na flauta, Sizão Machado no baixo, Marco Fratini no baixo, Bob Wyatt na bateria, Roberto Gatto na bateria, Silvano Michelino na percussão e Stefane Rossini na percussão.
Durante uma apresentação no Gallery Theatre de Hollywood, em 2001, Rique Pantoja gravou o CD Live in L.A., com distribuição mundial pelo selo Net Records.